# Ie Rhob Geulumpang
Ie Rhob Geulumpang is een bestuurslaag in het regentschap Bireuen van de provincie Atjeh, Indonesië. Ie Rhob Geulumpang telt 271 inwoners (volkstelling 2010).